# Mezőgazdasági termelőszövetkezet
A mezőgazdasági termelőszövetkezet (magyar rövidítése: TSZ vagy MGTSZ) az agráriumban létrejött önkéntes szövetkezést illetve korábban az egyes ún. szocialista országokban a kollektivizálás során létrehozott gazdálkodó szervezeteket foglalja magában.

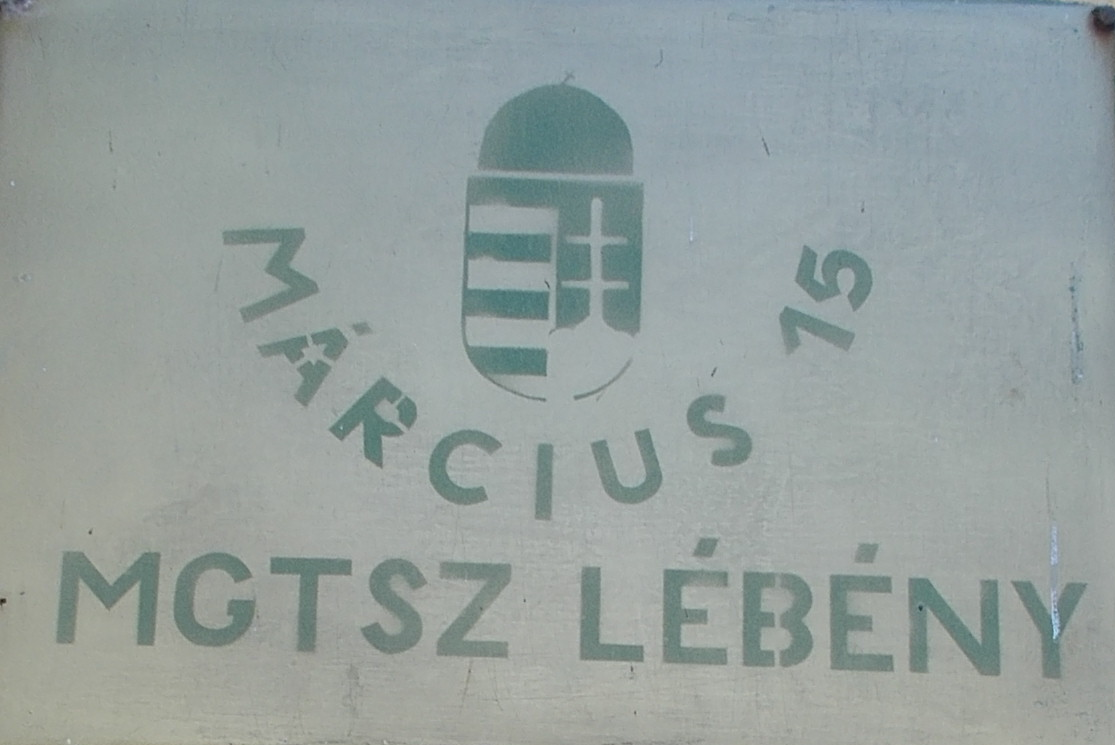

## A Rochedale-i elvek szerinti szövetkezetek
Különféle szövetkezetek már a 19. századtól működtek a mai Szlovákia területén. Az első magyar Hangya Szövetkezet 1898. április 12-én alakult meg, Brogyánban.
A trianoni békeszerződés előtt a Felvidék területén működő fogyasztási szövetkezetek a budapesti Hangya Szövetkezeti Központhoz tartoztak. Ez a kapcsolat 1919-ben megszakadt, mivel Csehszlovákiában törvény mondta ki, hogy valamennyi szlovákiai szövetkezetnek a pozsonyi Központi Szövetkezethez kell tartoznia. Ez komoly gondot jelentett a dél-szlovákiai fogyasztási szövetkezetek számára, mivel a pozsonyi központ nem biztosította a megfelelő áruellátást. Ezért 1925-ben 35 szövetkezet és 19 magánszemély galántai központtal megalapította a Hanza Szövetkezeti Áruközpontot, amely a két világháború közötti időszak talán legsikeresebb szlovákiai magyar vállalkozásának bizonyult, s az összes szlovákiai magyar fogyasztási szövetkezet több mint felét felölelte, 222, főként nyugat-szlovákiai szövetkezettel volt kapcsolatban. A két világháború közötti időszakban a szlovákiai magyarság gazdasági téren csupán a fogyasztási szövetkezetek terén tudott erős pozíciókat kivívni magának, amely a visszacsatolást követően is fenn tudott maradni.

## A kollektivizálás során létrehozott mezőgazdasági termelőszövetkezetek
A második világháborút követően a Kassán székelő ideiglenes csehszlovák kormány 1945. április 12-i rendeletével nemzeti gondnokság alá helyezte a Hanza vagyonát, gondnokául pedig a NUPOD-ot jelölte ki. Csehszlovákiában az Egyesült Földműves Szövetkezetek (EFSz, szlovákul JRD, azaz jednotné roľnícke družstvo) létrehozását a 69/1949-es törvény mondta ki, ami gyakorlatilag a létező szövetkezetek államosítását, és új szövetkezeti hálózat létrehozását jelentette.

## A mezőgazdasági termelőszövetkezetek a rendszerváltást követően
1991-ben a szövetkezeti rendszer jogilag szétesett. A nem fenntartható, ill. a privatizált szövetkezetek nagy többsége felbomlott, közös vagyonát eltulajdonították, illetve kisebb mértékben az egykori államosított magánvagyon örököseinek kárpótlására használták fel. Az ezredfordulóra visszatért a nagybirtokok rendszere.